# Lee Byung-chul
Dans ce nom coréen, le nom de famille, Lee, précède le nom personnel.
Pour les articles homonymes, voir Lee.
Lee Byung-chul (en coréen : 이병철), né le 12 février 1910 et mort le 19 novembre 1987, est le fondateur de Samsung en 1938, la plus grande entreprise sud-coréenne.

## Biographie
Lee Byung-chul est le descendant d'une riche famille de propriétaires terriens. Il effectue ses études à l'université Waseda, à Tokyo, mais il quitte l'université avant d'obtenir son diplôme.
Il fonde une entreprise de transport par camions à Daegu le 1er mars 1938, qu'il appelle Samsung Trading Co. Il s'agit de l'ancêtre de Samsung. Le nom signifie « trois étoiles » (« grandeur, force et éternité »).
Dès 1945, Samsung exportait des biens dans toute la Corée du Sud, et dans d'autres pays voisins. L'entreprise se base à Séoul en 1947. Il s'agit d'une des dix plus grandes entreprises de la péninsule lorsque la guerre de Corée commence en 1950. Parce que Séoul est conquise par l'armée nord-coréenne, Lee est contraint de déménager son entreprise à Pusan. L'envoi massif de troupes et d'équipements américains en Corée du Sud est très bénéfique à son entreprise.
L'entreprise se développe très rapidement, tant et si bien que Byung-chul devient l'homme le plus riche de Corée.
Il déclare au sujet des syndicats : « Moi vivant, jamais ils ne seront autorisés . »
Il démissionne en 1966. Son fils aîné, Lee Maeng-hee dirige le groupe de 1966 à 1968, puis son troisième fils, Lee Kun-hee, lui succède à la tête du groupe après sa mort en 1987. L'actuel dirigeant est son petit-fils, Lee Jae-yong en tant que président du conseil d'administration après la mort de Lee Kun-hee en 2020. 
Au total, Lee Kun-hee et sa famille détiennent des participations dans 18 filiales du groupe Samsung dont 9,51 % dans Samsung Life, 54,39 % dans Samsung Everland et 12,97 % dans Samsung SDS.